# Ford Kuga
Ford Kuga (транскр. Форд куга) (енгл. Ford Kuga) је компактни кросовер који Форд производи од 2007. године.

## Историјат
Заснован је на платформи Ц1 и Ц2, која такође чини основу за Форд фокус и Форд ц-макс (не рачунајући Форд ц-макс на платформи Ц2). У понуди је погон на предње точкове и погон на све точкове.

### Име аута
Куга доста подсећа на име пума, аутомобила који је из друге Фордове дивизије, Меркури кугар. На српском и словеначком језику куга значи; пестис, бубонска куга, „црна смрт“. Према извештајима, продаја на том подручју је нижа због несрећно изабраног имена.

### Прва генерација (2007–2013)
Након успеха са новим платформама и моделима попут Форд с-макс, Форд је представио свој први (СУВ) у архитектури Ц1. Доступан са 2.0 дизел и 2.5 турбо бензинским мотором, мењачи су 5 аутоматских и 6 ручних. Куга је добила 2010. године, дизел верзију са 163 кс, која је такође доступна са 6-степеним повершифт мењачем. Куга није доступна у Сједињеним Државама.
Извештај од 20. јула 2007. указује на то да су руководиоци Форда разматрали изгледе продаје у Северној Америци. Ова идеја је касније укинута, након што је утврђено да аутомобил због тренутног курса евра у доларима не може да се продаје ни по конкурентним ценама ни по добити у Сједињеним Државама.

Од краја 2008. за кугу је био доступан и 2.5-литарски Дуратек бензински мотор. Овај мотор је пригушена варијанта Волвовог петоцилиндричног турбо мотора, који је такође коришћен у моделима Форд фокус, Форд с-макс и Форд мондео. У куги развија 197 КС (147 КВ) при 6500 о / мин и обртни моменат од 320 Нм при 1600 о / мин. Аутоматски мењач са пет брзина био је опционално доступан за овај мотор. Према подацима фабрике, максимална брзина је 210 km/h са убрзањем од 0-100 km/h за 8,2 с.
- I генерација
- унутрашњост

### Друга генерација (2012–2020)
Другу генерацију куге првенствено је развио Форд у Европи, који је развијен под директивом „Један Форд“. Ово подразумева да Форд дизајнира само један модел у сваком сегменту за светску продају. Преименовано име Форд ескејп користи се у Северној Америци, где замењује истоимени модел.
Куга се надовезује на концепт Вертрек, који је развијен током девет месеци у Фордовом дизајнерском студију у Келну. За производни модел дизајнери и инжењери у Келну били су одговорни за дизајн каросерије и платформу Ц1, горњи део тела и унутрашњост потичу из Детроита, а погонске возове производи Форд Дагенхам.
У патентима из јануара 2011. године, дизајнери су наведени као Патрик Ферхе, Штефан Лам, Кемал Цурић и Андреја Ди Будо из Форда у Немачкој. Завршна монтажа европских модела биће изведена у фабрици Форд Валенсија у шпанији. Форд тврди да куга и ескејп имају 80 посто заједничког.

Када је реч о модерној технологији, куга 2.0 DuraTORQ TDCi Титанијум је опремљен адаптивним темпоматом, системом старт & стоп, задњим вратима са електричним погоном са масивним амортизерима, која ће сигурно трајати колико и сам аутомобил, као и „Apple CarPlay” и функције „Android Auto”, са неизбежном сателитском навигацијом. Цела поставка није лоша, али треба напоменути да конкуренција полако уводи модернија, интуитивна решења. Ипак, нема сумње да Форд неће ићи у корак.
- II генерација
- II генерација, редизајн
- II генерација, редизајн

### Трећа генерација (2019–)
Трећа генерација куге представљена је у априлу 2019. Поново је идентичан ескејпу који се нуди у Северној Америци и, попут четврте генерације Форд фокуса, заснован је на Фордовој платформи Ц2. У почетку су доступне три висококвалитетне линије опреме Titanium, Titanium X и ST-Line X.
По први пут је и прикључни хибридни погон доступан у куги. Литијум-јонска батерија има капацитет од 14,4 kWhи требало би да омогући електрични домет од 56 км према ВЛТП. Погонска технологија се такође користи у Линколн корсејру. Комплетна хибридна верзија уследила је на јесен 2020.

У трећем издању куга ће бити понуђена у три нивоа хибридног погона, а све је праћено савременијом опремом која гарантује већи степен сигурности и удобности, али и бољу употребљивост. Поново ће се возила за европско тржиште производити у Алмусафесу.
- III генерација
- унутрашњост
- III генерација, редизајн
- III генерација, редизајн
- ST-Line X, редизајн
- ST-Line X, редизајн
- унутрашњост, редизајн